# Blizzard North
Blizzard North a fost divizia din Bay Area a Blizzard Entertainment, cea mai cunoscută pentru seria Diablo. Studioul inițial se afla în Redwood City, California dar apoi a fost mutat în apropiere, la San Mateo. 

## Istoria
A fost fondată în 1993 (sub denumirea Condor) de către Max Schaefer, Erich Schaefer și David Brevik. Compania a fost achiziționată și redenumită de Blizzard la șase luni după ce a lansat jocul pentru PC Diablo I, în 1996.

## Jocuri

### Ca Condor
- NFL Quarterback Club '95 (1994) - handheld versions
- Justice League Task Force (1995)
- NFL Quarterback Club '96

### Ca Blizzard North
- Diablo (1996) - joc video de acțiune RPG de fantezie întunecată în stil hack and slash și dungeon crawl
- Diablo II (2000) - action-oriented CRPG
- Diablo II: Lord of Destruction (2001) - expansiune